# إيمي تورنر (لاعبة سباعيات رغبي)
إيمي تورنر (بالإنجليزية: Amy Turner)‏ هي لاعبة سباعيات رغبي ‏ أسترالية، ولدت في 25 مارس 1984 في Tokoroa ‏ في نيوزيلندا.

## وصلات خارجية
- إيمي تورنر على موقع أوليمبيديا (الإنجليزية)
- إيمي تورنر على موقع اللجنة الأولمبية الأسترالية (الإنجليزية)